# 會津騷動
會津騷動是江戶時代時，在陸奧國會津藩藩主加藤明成年間發生的一宗家族騷亂事件。

## 經過

### 昏暴的君主
寬永四年（1627年），伊予松山藩主加藤嘉明從二十萬石加封到四十萬石，並轉移封地至會津藩。四年後嘉明逝世，由長子加藤明成繼任家督。根據飯田忠彥所寫的《大日本野史》中記載，加藤明成是一個貪財虐民，並以玩弄他人為樂的暴君。他執政期間，絲毫不聽群臣的勸諫，令藩內國民生活艱苦，訟獄不止。

### 君臣對立
為了阻止藩政墮落，嘉明時代的家老重臣堀主水打算拼死勸諫明成。堀主水是嘉明時代以來的兩朝元老功臣，曾於大坂之役中立下戰功，並得到嘉明的重賞。充滿戰國時代所遺留的英勇傲骨的堀主水，對於明成的行為極表不滿。可惜無論主水如何進諫，明成都充耳不聞，而且二人間經常發生磨擦，君臣關係漸見惡劣。

### 堀主水奔走
寬永十六年（1639年）4月16日，堀主水與親弟多賀井又八郎率領黨族離開會津，更於離去之時命手下以鐵砲遠距離射擊會津藩的據點若松城天守閣。此行為惹怒了明成，他動員全藩的軍力追捕堀主水，最後在高野山擒住求助無門的堀主水一族。德川幕府重視前代加藤嘉明所建立的功績，故不對堀主水施援，最後堀主水一族被明成族滅。

### 昏君的下場
加藤明成對堀一族的殘酷處決，幕府念在加藤嘉明昔日大阪城之戰的戰功，本來打算不予回應，但堀主水妻逃入東慶寺被其押出，東慶寺是有名的緣切寺，其住持天秀尼為豐臣秀賴之女，養母為千姬，於是向千姬訴求，「請在廢除東慶寺法或讓加藤家崩潰之間二擇一」，千姬請弟弟三代將軍德川家光處理，押出妻女此舉觸怒了幕府方，幕府便說加藤明成是似乎是一個無責任無節操的儍瓜大名，便沒收其領地會津藩，命其隱居，改封明成的長子加藤明友為加藤家家督繼任人，賜石見國吉永一萬石，後置水口藩(2)由其就封，加二萬石，而明成晚年則過著隱居的生活，最後於萬治四年（1661年）1月21日逝世，享年70歲。